# Serie de colección 15 auténticos éxitos (álbum de Vikki Carr)
Serie de colección 15 auténticos éxitos  es un álbum recopilatorio de la cantante estadounidense Vikki Carr publicado en 1983 bajo el sello discográfico de Capitol Records. Forma parte de la lista de los 100 discos que debes tener antes del fin del mundo, publicada en 2012 por Sony Music.

## Lista de canciones
- Total
- Esta tarde vi llover
- Óyeme
- La nave del olvido
- El tiempo que te quede libre
- Somos novios
- Grande, grande, grande
- Discúlpame
- Se acabó
- Y volveré
- Por amor
- El triste
- Hasta que vuelvas
- Abrázame
- Lo pasado, pasado